# Neoliomera sundaica
Neoliomera sundaica is een krabbensoort uit de familie van de Xanthidae. De wetenschappelijke naam van de soort is voor het eerst geldig gepubliceerd in 1888 door De Man.